# Berthe Morisot con un ramo de violetas
Berthe Morisot con un ramo de violetas (en francés: Berthe Morisot au bouquet de violettes) es un pintura al óleo sobre tela de Édouard Manet, realizada en 1872.

## Descripción
La pintura es al óleo sobre tela con unas dimensiones de 55,5 x 40,5 centímetros. Es en la colección de la Museo de Orsay, en París.

## Análisis
Esta pintura muestra a Berthe Morisot de luto con un ramo de violetas.

## Europeana 280
En abril de 2016, la pintura Berthe Morisot con un ramo de violetas fue seleccionada como una de las diez más grandes obras artísticas de Francia por el proyecto Europeana.